# Lysmata bahia
Lysmata bahia is een garnalensoort uit de familie van de Hippolytidae. De wetenschappelijke naam van de soort is voor het eerst geldig gepubliceerd in 2006 door Rhyne & Lin.